# توم كيتينغ
توم كيتينغ (بالإنجليزية: Tom Keating)‏ هو لاعب كرة قدم أمريكية أمريكي، ولد في 2 سبتمبر 1942 في شيكاغو في الولايات المتحدة، وتوفي في 31 أغسطس 2012 في دنفر في الولايات المتحدة بسبب سرطان البروستاتا.